# Polskie Towarzystwo Tatrzańskie

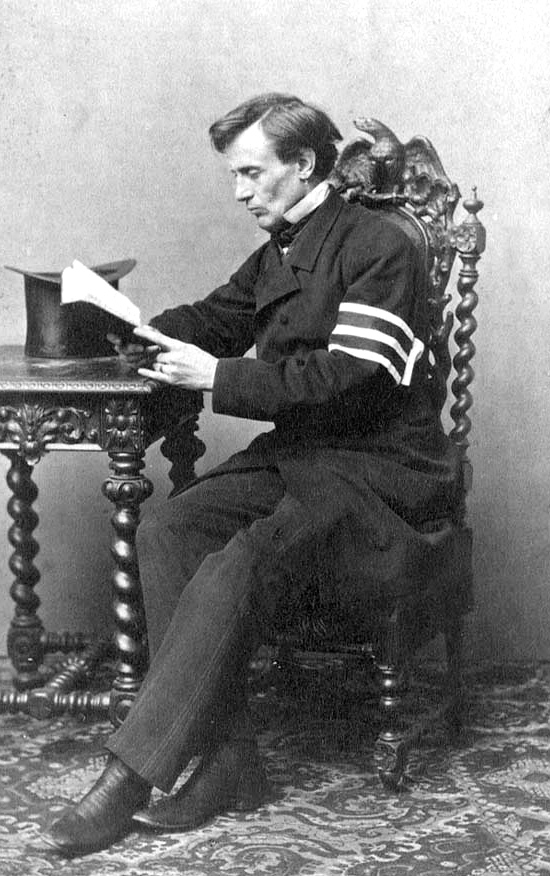
Gründer Dr. Chałubiński

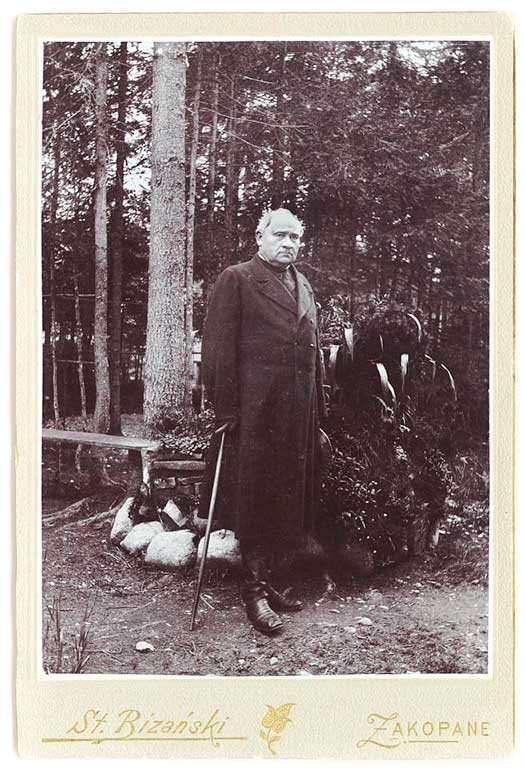
Gründer Pfarrer Stolarczyk

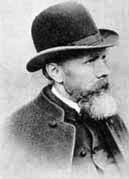
Gründer Maler Eljasz-Radzikowski

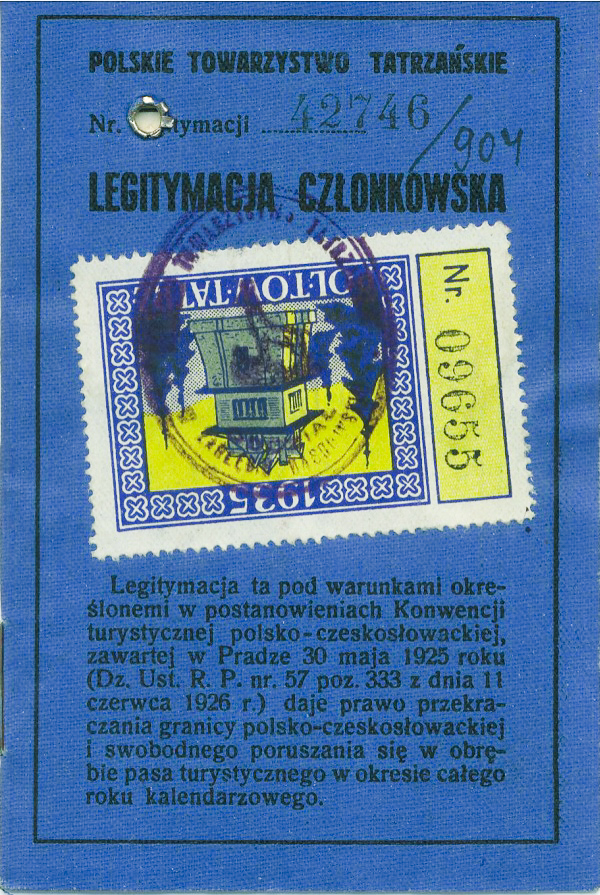
Mitgliedsausweis 1935

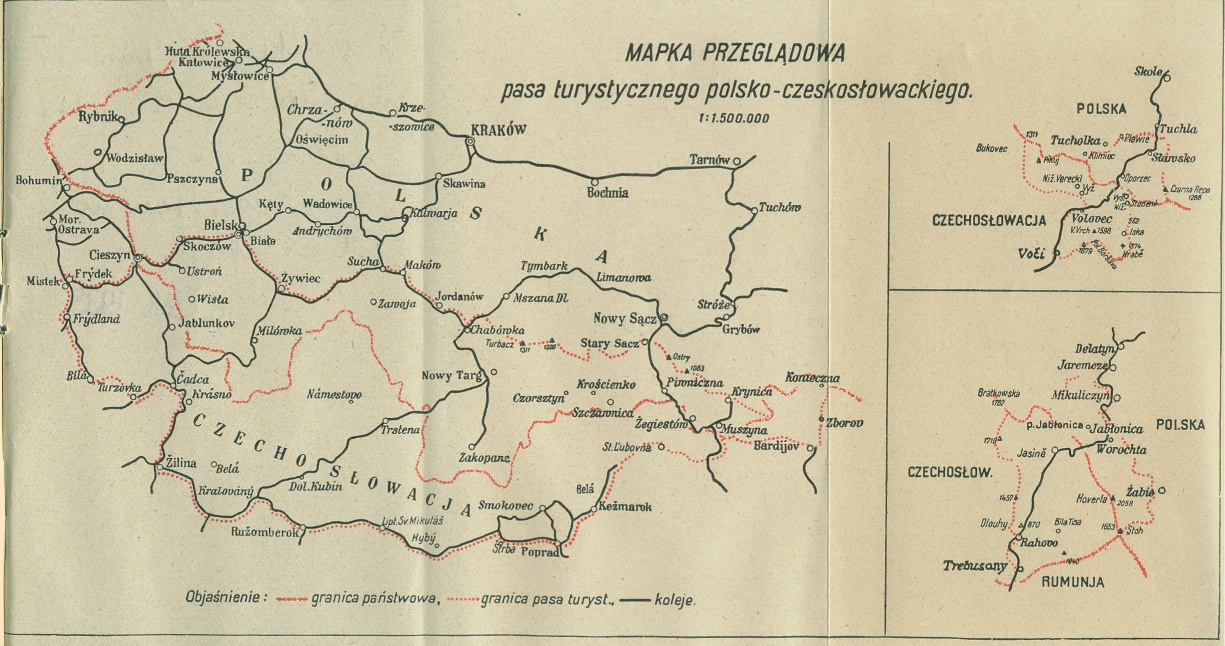
Karte im Mitgliedsausweis

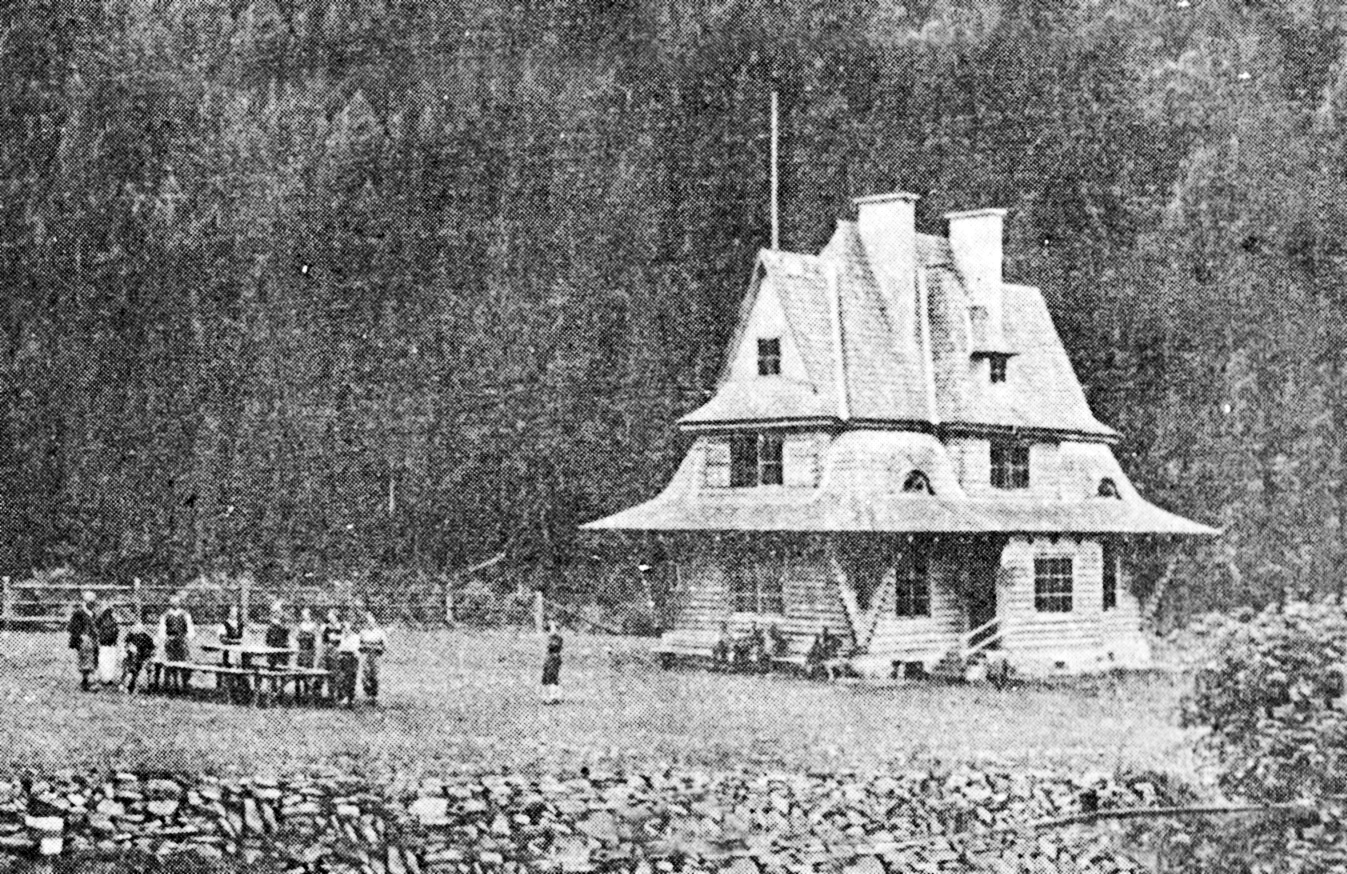
Schutzhütte PTT Świca 1936

Das Polskie Towarzystwo Tatrzańskie – PTT (deutsch Polnische Tatra-Gesellschaft) ist ein 1873 gegründeter sowie 1981 neugegründeter und 1989 eingetragener polnischer Gebirgsverein.

## Geschichte
Die Idee, einen Gebirgsverein in der Tatra zu gründen, wurde bereits 1871 diskutiert. Der Verein wurde zunächst am 31. Dezember 1873 mit Sitz in Nowy Targ als Galicyjskie Towarzystwo Tatrzańskie (deutsch: Galizische Tatra-Gesellschaft) gegründet, doch bereits auf der ersten Mitgliederversammlung im Mai 1874 in Towarzystwo Tatrzańskie (deutsch: Tatra-Gesellschaft) umbenannt und nach Krakau verlegt.
Satzungsziele waren:
- Die Erforschung der Karpaten, insbesondere der Tatra und der Pieninen sowie die Verbreitung des gewonnenen Wissens.
- Die Förderung des Tourismus und der Infrastruktur in den Karpaten, insbesondere der Tatra und der Pieninen.
- Schutz der Natur und der Tiere der Tatra, insbesondere der Gämse und Murmeltiere.
- Förderung der Bergwirtschaft aller Art.

Gründungsmitglieder waren Tytus Chałubiński, Józef Stolarczyk, Eugeniusz Janota, Ludwik Eichborn, Walery Eljasz-Radzikowski und andere. Erster Vorsitzender war Graf Mieczysław Rey. Unmittelbar nach der Gründung entstanden Regionalverbände außerhalb der Tatra in Stanisławów, Kołomyja, Lemberg, Nowy Sącz, Szczawnica und Żywiec. Damit trat der Verein in Konkurrenz zum Beskidenverein, der ebenfalls in Galizien tätig war. Der Verein gab ab 1886 die Vereinszeitung Pamiętnik Towarzystwa Tatrzańskiego (deutsch: Tagebuch der Tatra-Gesellschaft) heraus.
Im Jahr 1882 bezog der Verein sein neues Vereinsgebäude, den Tatra-Bahnhof in Zakopane. Der Verein erwirkte im ausgehenden 19. Jahrhundert die Verlängerung der Eisenbahnstrecke Krakau-Chabówka bis nach Zakopane, die Anlegung von markierten Wanderwegen und Schutzhütten, die Erforschung von Höhlen sowie die Vermessung von Bergen und Seen in der Tatra, der Czarnohora, der Łemkowszczyzna und den Schlesischen Beskiden sowie die Herausgabe von Bergführern. In Zakopane förderte der Verein die Einrichtung von Gehwegen, Straßenbeleuchtungen, des Postamts und der Telegraphenstelle.
Anfang des 20. Jahrhunderts entstanden verschiedene Abteilungen: Tourismus (1903), Skifahrer (1907), Naturfreunde (1910), Folklore (1911), Naturschutz (1912) sowie Freunde Zakopanes (1914). Der Verein setzte sich für die Gründung der Tatra-Bergwacht TOPR 1909 ein.
Nach dem Ersten Weltkrieg wurde der Verein 1920 in Polskie Towarzystwo Tatrzańskie umbenannt. Der Verein weitete seine Tätigkeit auf das ganze Gebiet der Zweiten Polnischen Republik aus. Der Hauptsitz war im Tatra-Bahnhof in Zakopane. Im Jahr 1939 hatte das PTT 54 Berghütten, 81 Touristenherbergen, 10 Schutzhütten, mit insgesamt ca. 5000 Übernachtungsplätzen.
Herbergen des PTT im Jahr 1937:
| Gebirge                                                | Berghütten | Touristenherbergen | Schutzhütten |
| ------------------------------------------------------ | ---------- | ------------------ | ------------ |
| Schlesische Beskiden                                   | 3          | –                  | 2            |
| Kleine Beskiden                                        | 1          | –                  | 4            |
| Hohe Beskiden (Saybuscher Beskiden und Maków Beskiden) | 6          | –                  | 2            |
| Górce und Inselbeskiden                                | 4          | –                  | 2            |
| Tatra und Podhale                                      | 6          | –                  | 2            |
| Pieninen                                               | 2          | –                  | 1            |
| Sandezer Beskiden                                      | 2          | –                  | –            |
| Pogórze Rożnowskie                                     | –          | –                  | 2            |
| Niedere Beskiden                                       | –          | 1                  | 2            |
| Bieszczady                                             | 4          | 2                  | 11           |
| Gorgany                                                | 8          | 3                  | 6            |
| Czarnohora                                             | 7          | –                  | 5            |
| Beskidy Huculskie                                      | 6          | –                  | 6            |

Nach dem deutschen Überfall auf Polen stellte der PTT seine Tätigkeit ein. Nach 1945 nahm er sie wieder auf. Der bürgerliche Verein war jedoch der sowjetischen Besatzungsmacht ein Dorn im Auge. Der PTT und die Polnischen Landeskundegesellschaft wurden daher am 16. Dezember 1950 zwangsweise aufgelöst. Am 17. Dezember 1950 wurde die Polskie Towarzystwo Turystyczno-Krajoznawcze gegründet, die das Vermögen der aufgelösten Vereine übernahm.
Im Jahr 1981 wurde ein gleichnamiger Verein mit Sitz in Krakau gegründet, der jedoch erst 1989 ins Vereinsregister eingetragen werden konnte. Der neue PTT versteht sich als Rechtsnachfolger des 1950 aufgelösten Vereins.

## Mitgliedschaften

### Ehrenmitglieder
Jahr 1874 – Beschluss der Mitgliederversammlung vom 22. November
1. John Ball (1818–1889)
2. Martino Baretti (1841–1905)
3. Egyed Berzeviczy (1835–1906)
4. Henry Richard Budden (1816–1895)
5. Vincenzo de Cesati (1806–1883)
6. Louis Joseph Ernest Cézanne (1830–1876)
7. Eduard Desor (1811–1882)
8. Józef Dietl (1804–1878)
9. Anton Döller (1831–1912)
10. I.B. Gall (?)
11. Agenor Romuald Gołuchowski (1812–1875)
12. Seweryn Goszczyński (1803–1876)
13. Józef Ignacy Kraszewski (1812–1887)
14. Abel Lemercier (?–1893)
15. William Longmann (1813–1877)
16. Józef Majer (1808–1899)
17. Julius Payer (1842–1915)
18. Theodor Petersen (1836–1918)
19. Quintino Sella (1827–1884)
20. Orazio Spanna (?–1892)
21. August Wittig (?–1917/18)
22. Herman Zähringer (1823–1880)
23. Florian Ziemiałkowski (1817–1900)
24. Mikołaj Zyblikiewicz (1823–1887)

Jahr 1875 – Beschluss der Mitgliederversammlung vom 30. Mai
1. Vincenzo Arnese (po 1919)
2. Jan Chlumecky (1834–1924)
3. Włodzimierz Dzieduszycki (1834–1924)
4. Alfred Józef Potocki (1825–1889)

Jahr 1876 – Beschluss der Mitgliederversammlung vom 28. Mai
1. Leon Ludwik Sapieha (1803–1878)

Jahr 1877 – Beschluss der Mitgliederversammlung vom 27. Mai
1. Tytus Chałubiński (1820–1889)
2. Anna z Działyńskich Potocka (1846–1926)

Jahr 1878 – Beschluss der Mitgliederversammlung vom 5. Mai
1. Kazimierz Kantak (1824–1886)

Jahr 1880 – Beschluss der Mitgliederversammlung vom 9. Mai
1. Henryk Siemiradzki (1843–1902)

Jahr 1883 – Beschluss der Mitgliederversammlung vom 4. Februar
1. Maksymilian Nowicki (1826–1890)
2. Józef Stolarczyk (1816–1893)

Jahr 1885 – Beschluss der Mitgliederversammlung vom 8 März
1. Mieczysław Rey (1836–1918)

Jahr 1887 – Beschluss der Mitgliederversammlung vom 6. Februar
1. Albin Dunajewski (1817–1894)
2. August Wrześniowski (1836–1992)

Jahr 1888 – Beschluss der Mitgliederversammlung vom 5. Februar
1. Oskar Kolberg (1814–1890)
2. Henryk Skarbek (1839–1904)

Jahr 1889 – Beschluss der Mitgliederversammlung vom 3. Februar
1. Adrian Baraniecki (1828–1891)

Jahr 1891 – Beschluss der Mitgliederversammlung vom 1. Februar
1. Eustachy Stanisław Sanguszko (1842–1903)

Jahr 1897 – Beschluss der Mitgliederversammlung vom 21. Februar
1. Antoni Rehman (1840–1917)
2. Józef Śniechowski (1833–1914)

Jahr 1901 – Beschluss der Mitgliederversammlung vom 21. April
1. Franciszek Ksawery Kasparek (1844–1903)
2. Henryk Sienkiewicz (1846–1916)
3. Władysław Zamoyski (1853–1925)

Jahr 1903 – Beschluss der Mitgliederversammlung vom 14. Juni
1. Leopold Świerz (1835–1911)